# Tarzan e la compagna
Tarzan e la compagna (Tarzan and His Mate) è un film del 1934 diretto da Cedric Gibbons e, non accreditati, Jack Conway e James C. McKay.
Il soggetto è liberamente tratto dal famoso romanzo d'avventura Tarzan delle Scimmie di Edgar Rice Burroughs del 1912. Il film è il secondo dei dodici della saga di Tarzan interpretati dall'attore Johnny Weissmuller, già primo uomo al mondo a nuotare i 100 metri stile libero sotto il minuto e vincitore di cinque medaglie d'oro olimpiche ai Giochi olimpici di Parigi 1924 e Amsterdam 1928.
Nel 2003 è stato scelto per la conservazione nel National Film Registry della Biblioteca del Congresso degli Stati Uniti.

## Trama
Tarzan, l'uomo scimmia, e la sua ragazza Jane Parker vivono tranquillamente nella foresta africana. Un giorno ricevono la visita di due misteriosi individui, che chiedono loro informazioni. In realtà, i due sono il socio del signor Parker, padre di Jane, e un suo amico fidato che vogliono servirsi di Tarzan per scoprire il leggendario Cimitero degli Elefanti, allo scopo di rubare le zanne d'avorio.
Con un astuto espediente, i due compari riescono a raggirare Tarzan, ma quando nell'imbroglio entra in gioco la salvezza di Jane, Tarzan si mette in azione.

## Produzione
Il film fu prodotto dalla Metro-Goldwyn-Mayer (MGM).

## Curiosità
La fama del film fu in gran parte dovuta al costume indossato dalla O'Sullivan, uno dei più rivelatori della storia dello schermo di quel periodo; un top e un perizoma che lasciava scoperte le cosce e le anche, simbolo della libertà sessuale del personaggio, che andava contro il portamento e riservatezza della "signora" inglese dell'epoca. Poiché il film venne girato prima dell'entrata in vigore del Motion Picture Production Code nel 1934, il personaggio di Jane poteva dormire e nuotare nuda, ed essere costantemente toccata da Tarzan. In una scena rimaneva bloccata nella giungla senza vestiti, e la sua silhouette nuda è visibile quando si veste in una tenda ben illuminata. 
La scena che causò maggior scalpore fu la sequenza del "balletto sott'acqua" dove Jane nuotava completamente nuda insieme a Tarzan. Tali scene vennero girate dalla nuotatrice olimpionica Josephine McKim, mentre l'uscita dall'acqua fu interpretata da Maureen O'Sullivan a petto nudo illuminato, cosa non usuale all'epoca perché le donne a seno scoperto potevano essere solo interpretate da donne di colore nella parte di indigene.
Il film venne distribuito in tre versioni, poiché in quel periodo la censura era a discrezione della casa di produzione in base al territorio di destinazione.
Il film in versione integrale venne distribuito nel 1986 quando Ted Turner, dopo aver acquistato la libreria cinematografica della MGM trovò la pellicola in una cassaforte.

## Distribuzione
Distribuito dalla Metro-Goldwyn-Mayer (MGM), il film uscì nelle sale cinematografiche USA il 20 aprile dopo essere stato presentato in prima a New York il 16 aprile 1934.